# Египат
Египат (арап. مِصر, Miṣr — Миср, егип. арап. مَصر, Maṣr — Маср, копт. Ⲭⲏⲙⲓ, Khēmi), званично Арапска Република Египат (послушајⓘ), је трансконтинентална држава чији већи део територије лежи у североисточној Африци, а мањи део (Синајско полуострво) налази се на подручју југозападне Азије. Египат покрива површину од око 1.001.450 km². На западу се граничи са Либијом, на југу са Суданом, на северу са Средоземним морем, а на истоку са Израелом и Газом. Некада се у српском језику Египат називао Мисир и тај назив се задржао у старијим књигама и поезији.
Процена броја становника Египта за јул 2009. је 83.082.869. Египат је 16. држава по броју становника у свету а трећа у Африци (после Нигерије и Етиопије). Главни град је Каиро са 17,8 милиона становника у ширем подручју
Египат је познат по својој античкој цивилизацији и по неким познатијим светским споменицима. Близу Каира налазе се Сфинга и Велике пирамиде. У околини града Луксора, у централном Египту, налази се велики број античких археолошких налазишта као што су храм у Карнаку и Долина краљева. Данас је Египат важан политички и културни центар Блиског истока.

## Географија
Географски положај Египта изузетно је повољан. Синајско полуострво представља копнени мост који повезује Египат са Азијом. Средоземним морем повезан је са Европом, док Суецки канал представља важно чвориште трговачких путева између континената и има велики значај у привреди Египта због такси које се плаћају на улазу у канал.
На северу је Средоземно море, на истоку Газа, Израел и Црвено море, на југу Судан, а на западу Либија.
Простирање правцем север-југ износи 1.105 km, а исток-запад 1.129 km. Површина Египта износи 997.739 km² (без спорне области Халаиб троугао, површине 20.580 km²). Мање од десетине од укупне територије Египта је насељено и култивисано. Територија обухвата долину и делту Нила, као и Суецки канал који повезује Средоземље са Суецким заливом, рукавцем Црвеног мора.

### Рељеф
Више од 90% територије заузимају пустиње, укључујући Либијску (тзв. Западну пустињу) на западу; део Сахаре, Арабијску пустињу (тзв. Источну) која се граничи са Црвеним морем и Суецким заливом, на истоку. Либијска пустиња позната је као „велико песковито море“ у коме постоји неколико депресија од којих је највећа Катара. Од пустињских оаза у Либијској пустињи најпознатија су: Бахарија, Дахла, Харга, Фарафра и многе друге.
На крајњем југу дуж границе са Суданом налази се Нубијска пустиња, огромна територија каменитих површина и песковитих дина. Синајско полуострво обухвата песковите пустиње на северу и огромне планинске венце на југу са врховима који се издижу и до 2.100 m изнад Црвеног мора. Планина Катарина (Џабал Катрина, 2.637 m) је највиша планина у Египту. Налази се на Синајском полуострву као и планина Синај (Џабал Муса) где је према хебрејској Библији Мојсије примио десет Божјих заповести.
Река Нил улази у Египат из Судана и тече северно према Средоземном мору. Својом целом дужином од јужне границе до Каира Нил подсећа на дуги ходник, јер се изнад његове долине издижу високе стене.
Јужно од града Едфуа долина Нила ретко да достиже ширину већу од 3 km. Од Едфуа до Каира просечна ширина долине износи чак и до 23 km и већи део западне стране је искориштен за пољопривреду. Око Каира долина се стапа са делтом и заузима 250 km средоземне обале. Наноси алувијалног муља и другог речног материјала после поплава Нила начинили су делту најплоднијом регијом Египта. Ипак, иако поплаве доносе плодан муљ, држава чини све да смањи годишњи број поплава, због ерозије у приобалном подручју коју врши слана вода.
У Египту постоји много језера. Језеро Насер, огромни резервоар близу Асуана, простире се од суданске границе. Низ плитких и сланих језера смештени су на крајевима делте према мору. Друго веће језеро је Биркат Кварун које се налази у унутрашњости, тј. у пустињи северно од града Фајум.

### Клима
Египат се налази у суптропском подручју. Климу одликују врућа и сува лета и топле зиме, тј. топли периоди од маја до септембра и хладни од новембра до марта. Највише температуре у оба периода условљене су северним ветровима. У обалним подручјима просечне температуре крећу се од максималне 37 °C до минималне 14 °C. Велика температурна варирања најчешћа су појава у пустињама од максималне дневне 46 °C до минималних 6 °C током ноћи. Током зимског периода температуре током ноћи падају и до 0 °C. Подручја са највећом влажношћу налазе се дуж средоземне обале, а просечна количина падавина износи 200 mm годишње, док је просечна количина падавина у Каиру само 26 mm годишње, а у пустињским областима киша пада једном у неколико година. Количина падавина опада идући ка југу, док температура расте.
Камсин (сув и топао пустињски олујни ветар) јавља се у априлу и мају, а достиже брзину и до 150 km/h.

### Воде
Нил је друга река по дужини на свету, дуга 6.650 km. Њен ток кроз Египат је дуг око 1.550 km, а површина делте Нила је 24.000 km².
Нил улази у Египат код Вади Халфе на његовој јужној граници. Тече кроз пустињу 1,5-2 km широком долином до Асуана. Од Асуана, пошто пређе своју последњу катаракту, Нил тече кроз долину која се шири од 5-20 km и протеже до Каира неких 700 km. Даљих 300 km до мора пролазе воде Нила кроз врло пространу делту, разгранату у много рукаваца. Делта завршава са лагунском обалом дугом 250 km.
Долину и делту Нила покрива изузетно плодно земљиште које је река хиљадама година таложила у слој дебео 10—12 m. Сваке године од августа до октобра водостај Нила порасте, река се излије из корита и поплави своју долину и делту. После повлачења оставља за собом муљ који обнавља плодност тла.
На територији Египта Нил не прима ни једну сталну притоку. Клима која влада над долином је изразито топла, пустињска. Само морска обала познаје кише. У долини Нила влада трајна ведрина. Вегетацијско доба уопште се не прекида; биљке непрестано расту и дозревају. Те природне околности створиле су од долине Нила највећу речну оазу на свету. Колико се може из историјских извора закључити људи се већ 6.000 година користе тим тлом и поплавама Нила: граде канале, подижу насипе, извлаче воду, све до наших дана.
Осим плодног тла и нилске воде природа је обдарила Египат и значајним рудним богатством. На Синајском полуострву и у црвеноморском приморју има издашних извора нафте. У том приморју јављају се и фосфати. Западно од делте у средоземном приморју има камене соли.

### Флора и фауна
Вегетација Египта ограничена је на делту, долину Нила и пустињске оазе. Највише распрострањена је кокосова палма. Од осталих врста дрвећа овде се налазе акација, тамарис, кароб. Дрвеће које је донето са других континената су чемпрес, еукалиптус, мимоза као и разне врсте воћки. Алувијално тло Египта, нарочито у делти, погодно је за гајење различитих биљака и култура, укључујући грожђе, разне врсте поврћа, цвећа попут лотоса, јасмина и руже. У пустињским пределима најчешће расте шибље и трава за стоку. Папирус, некада заступљен дуж Нила, сада се може наћи на самом југу Египта. Због пустињске климе, Египат има неколико домаћих дивљих животиња. Газеле у пустињи, као и лисице, хијене, шакали, дивље свиње насељавају различита подручја, углавном делту и планине дуж Црвеног мора. Од рептила живи неколико врста отровних змија. Крокодили, настањени некад у Доњем Египту, данас углавном живе на подручју Горњег Египта. Од птица живи фламинго, орлови, лешинари, пеликани и још преко 493 познатих врста. Ту живе и многи инсекти, а шкорпиони живе у пустињским пределима. У језерима и у Нилу живи око 70 врста рибе.

### Административна подела
Горњи Египат обухвата долину Нила од јужне египатске границе па до близу Каира. Захваљујући вештачком наводњавању у том дугом појасу преовладава узгајање памука и шећерне трске. Памук је заузео простране површине у облику монокултуре. У Горњем Египту знатне се површине засејавају јечмом и просом, а добро успевају и друге житарице (кукуруз, пшеница, пиринач). Уз куће расту и урмине палме. Уз рубове долине има квалитетних насада маслина и агрума. Највећи град у том делу Египта је Асјут. На југу су у стенама уклесани кипови фараона, а долином се простиру рушевине храмова и палата у Теби, Луксору и Карнаку. Услед подизања нивоа воде изградњом бране код Асуана многи споменици су потопљени.
Доњи Египат обухвата пространу делту Нила. Делта даје зими жетву пшенице, јечма и поврћа. Летња жетва састоји се углавном од памука и пиринча. Јесења доноси кукуруз и просо. Осим тога у делти рађа и разно воће (урме, банане, агруми, смокве, кајсије, брескве, јабуке, крушке...).
Доњи Египат је испресецан густом мрежом путева и железничких пруга. Нилом и бројним каналима плове многе лађе. Ово је густо насељено подручје са главним центрима: Каиро, политичка и културна метропола, административни, трговачки и туристички центар; Александрија, главна египатска лука, метропола трговине памуком, житом, шећером и воћем. Источно од делте Нила протеже се зона Суецког канала. Тај велики светски морски пут под египатском управом и одговорношћу ангажује на десетине хиљада египатских службеника и радника. На северном улазу у канал развила се модерна лука Порт Саид, а на јужном улазу лука Суец.

### Природне одлике и ресурси
Египат се налази у суптропском појасу, обухвата источни део Сахаре, са низијама западно од Нила и планинским узвишењима на истоку, у приморју Црвеног мора. Лети влада велика врућина, која расте како се иде према југу, где практично и нема падавина. Оне су ретке већ у делти, где износе око 50 mm годишње. Долина Нила, корисне ширине 3 - 15 km има изузетан значај због рационалног коришћења поплава које повећавају плодност земљишта. Асуанска брана је регулисала наводњавање (обезбеђујући истовремено највећи део електричне енергије), омогућила је добијање нових плодних површина, повећала годишњи број жетви (понекад и 4 годишње). Египат увози половину хране која му је потребна.
Готово половина становништва још увек живи од пољопривреде али егзодус са села доприноси бујању градова, у првом реду Каира и Александрије, у којима живи више од 50% становништва. Индустрија је слабо развијена, изузев текстилне, шећерне, металургије и нафтне.

### Национални паркови
У Египту постоје четири национална парка:
| Име            | Основан | Величина () | Напомена                 | Слика |
| -------------- | ------- | ----------- | ------------------------ | ----- |
| Џебел Елба     | 1986.   | 3.560.000   | у спорној области Халаиб |       |
| Рас Мохамед    | 1983.   | 48.000      |                          |       |
| Вади ал Гамал  | 2003.   | 745.000     |                          |       |
| Света Катарина | 1996.   | 575.000     |                          |       |

## Историја

### Праисторија
Скоро истовремено са појавом палеолитског човека у Европи, трагови људи се појављују и у ушћу Нила на египатској висоравни која је омеђена Либијском пустињом на западу, Арабијским полуострвом на истоку, Средоземним морем на северу и првом катарактом Нила на југу.
У Горњем Египту киша готово никад не пада, док у доњем Египту око Каира, пада повремено и не обилно. Због тога је свакогодишња нилска поплава заиста највећи догађај у целој земљи, јер од ње зависи таложење плодоносног муља који даје благостање. Стога су Египћани од најстаријих времена Нил сматрали светом појавом, па су га чак прогласили божанством. Савладавањем технике обраде камена у микролите означен је прелаз из палеолита у мезолит или средње камено доба. За то доба најкарактеристичнија је Капсијенска култура.
Задња фаза Себилијенске културе, одговара раној Натуфијској култури у Палестини, па се може датирати између 9. и 7. миленијума п. н. е. Најстарији налази неолитског човека Египта пронађени су у Фајуму и датирају из 4400. до 4200. п. н. е. То су налази каменог ручног клина и керамичке посуде у фрагментима, но оне, за разлику од других налазишта тог доба у Европи, нису били на месту настанка, него су донесени Нилом из горњег тока. Око њих не постоје ни кости ни други остаци човека ни насеља па је тешко утврдити одакле заиста потичу, али са сигурношћу се може тврдити да су налази заиста из тога доба.
Тек у неолиту настаје почиње историја Старог Египта јер се људи стално насељавају у долини Нила и постају пастири и пољопривредници. Прва енеолитска култура старог Египта је Бадаријанска култура која датира под крај 5. миленијума п. н. е, a име је добила по налазишту Ел Бадари. Она траје око 400 година тј. од 4000. до 3600. п. н. е. Млађа од те културе назива се Амратијанска култура према налазишту у ел Амреху. Након ње следи Герзеанска култура имена по налазишту у близини места Герзеха који се налази у оази. Она је датована у раздобље између 3600. до 3400. п. н. е. Последња фаза те културе, која је уједно и последња преддинастичка култура, прелази у историјско раздобље.

### Древни Египат
Под појмом старог Египта подразумева се египатска држава и цивилизација од праисторије до римских освајања. Прва употреба писма, која означава почетак историјског периода датирана је у доба пре уједињења Египта, у доба културе Накада II. Прво познато сређивање писма и писани извори потичу из доба Нулте династије, у време уједињења египатске државе.
Око реке Нил формирале су се две државе, Доњи Египат у подручју делте Нила и Горњи Египат јужно од делте Нила. Око 3100. п. н. е. краљ Нармер из Горњег Египта освојио је Доњи Египат и створио прву јединствену државу и утемељио прву династију египатских фараона. Раздобље првих двеју династија назива се раним раздобљем (2925—2575. п. н. е.). У овом периоду је процветала египатска култура, која је јасно остала египатска по својој религија, уметности, језика и обичаја. Уследило је раздобље Старог краљевства (2575 — око 2130. п. н. е.) у којем су подигнуте пирамиде, од које су најпознатије Џосерова пирамида из периода Треће династије и пирамиде у Гизи из четврте, и освојена Нубија. Престоница Египта у овом периоду је био Мемфис.
За време Првог прелазног периода је дошло до распада јединствене државе, а политички преврати су трајали око 150 година. Веће поплаве Нила и стабилизација владе су вратиле благостање у раздобљу Средњег краљевства које је достигло врхунац под фараоном Аменемхетом и наследницима из 12. династије (1983 — око 1600. п. н. е.). Други период нејединства омогућио је семитским Хиксима да освоје Египат око 1630. п. н. е. Хикси су преотели велики део Доњег Египа и основали нову престоницу у Аварису. Владар Горњег Египта Ахмосе I, оснивач Осамнаесте династије, је протерао Хиксе (до 1521. п. н. е.). Уследило је раздобље Новог краљевства (око 1530—1075. п. н. е.) с главним градом Тебом.
У том раздобљу Египат достиже врхунац развоја и шири се све до Џебер Баркала на југ и Еуфрата на исток, а након 1075. п. н. е. због унутрашњих сукоба снага краљевства је постепено слабила. Овај период је упамћен по познатим фараонима попут: Хатшепсут, Тутмоса III, Акхенатона и његове супруге Нефертити, Тутанкамона и Рамзеса II. Прво историјско забележено изражавање монотеизма се одиграло у овом периоду у виду атенизма.
У трећем прелазном периоду Египат су најпре су га освојили Нубијци (око 730—664. п. н. е.), а потом су их Асирци и Вавилонци сасвим потиснули из Азије. Године 525. п. н. е. персијски цар Камбиз II освојио је Египат и од њега створио персијску покрајину. Амиртреј је 404. п. н. е. успео да отргне Египат од персијске власти. Тридесета династија је последња домаћа династија која је владала Египтом, пре него што их је поново покорило Персијско царство након што је последњи домаћи фараон Нектанеб II поражен у бици 343. п. н. е.

### Хеленистички период (332. — 30. п. н. е.)
Александар Македонски је освојио Египат 332. п. н. е., а после његове смрти 323. п. н. е. Египтом почиње да влада династија македонског порекла Лагиди или Птолемејиди. Традиционална египатска цивилизација прихвата грчке утицаје, а Александрија, град који је у делти Нила основао сам Александар, убрзо постаје највећи град источног Медитерана и велико културно средиште хеленистичког света. Родоначелник династије, Птолемеј I Сотер (323—285. п. н. е.) основао је у 3. веку п. н. е. Александријску библиотеку која је представљала највећу библиотеку античког света. Светионик на острву Фаросу надомак александријске луке, који је подигнут средином 3. века п. н. е. важио је за једно од Седам светских чуда античког света
Птолемејиди су током 3. века владали не само Египтом већ и Палестином, Сиријом, Кипром и појединим острвима Егејског мора. Ипак, дуготрајни ратови са ривалском хеленистичком династијом Селеукида и стални сукоби унутар саме династије довели су до територијалних губитака и слабљења централне власти током 2. века п. н. е. Већ тада птолемејски Египат постаје клијентска држава све моћније Римске републике. Поред тога, Египат је у току римских грађанских ратова 1. века п. н. е. увучен у сукобе између римских државника и војсковођа. Захваљујући утицају на Јулија Цезара, а затим Марка Антонија, Клеопатра VII је успела на кратко да поново успостави свој владарски ауторитет и обнови спољнополитички престиж.

### Римска владавина (30. п. н. е. — 395. н. е.)
Римска владавина Египтом почиње 30. п. н. е. након битке код Акција после које је Клеопатра VII, последњи владар из династије Птолемеида, извршила самоубиство. Први римски цар Октавијан Август је устројио Египат у посебну провинцију којом је управљао префект из коњаничког сталежа кога је лично постављао цар, док је особама из сенаторског сталежа био забрањен улаз без претходног одобрења. У оквиру Римског царства Египат је важио за најбогатију провинцију која је метрополи плаћала данак у житарицама којима је храњен римски плебс. Због тога је Египат називан и житницом Рима.
Освајање крајева дуж Црвеног мора окончано је током владе цара Клаудија (41—54), док је цар Хадријан (117—138) посетио Египат у два наврата. Током кризе 3. века Египат је 269. краткотрајно постао део Зенобијиног Палмирског краљевства, а 298. Диоклецијан је након уништења узурпатора Домиција Домицијана поделио Египат на три провинције.
Током римског периода, нарочито после разарања Јерусалима 70. године Александрија је постала интелектуални центар јеврејске дијаспоре. Такође, од 2. века Александрија је постала и важан хришћански центар чију је епископију по легенди основао око 33. године апостол и јеванђелиста свети Марко. Најзначајнији александријски теолози из ранохришћанског периода били су Климент Александријски (умро између 211. и 216) и Ориген (умро око 254). Након 324. године, када је Константин Велики ујединио Римско царство под својом влашћу, прогон хришћанске цркве који је започет 303. по Диоклецијановом налогу је окончан.

### Византијски период (395—642)
Пошто је средином 4. века Константинопољ постао престоница Римског царства, испоруке жита из Египта су преусмерене из Рима на Константинов град. Такође, после смрти цара Теодосија I 395. године јединствено Римско царство је подељено на два дела при чему је Египат припао источној половини, тј. Источноримском или Византијском царству.
Христијанизација Римског царства је напредовала постепено, нарочито пошто је Теодосије I 391. почео да доноси антипаганске законе. Већ за његове владе хришћани су уз помоћ царске војске уништили чувени Серапејум, храм бога Сераписа у Александрији. Међутим, односи између државе и цркве нису увек ишли глатко. Учење александријског свештеника Арија, аријанство, је изазвало дуготрајну контроверзу. Иако је аријанство осуђено као јерес на Првом васељенском сабору 324. у Никеји ипак је уживало подршку епископа широм истока Римског царства све до осме деценије 4. века. Током овог периода као упорни бранилац никејског симбола вере истакао се велики теолог Атанасије, епископ Александрије. Атанасије је између осталог саставио и прву хагиографију у виду Житија светог Антонија, једног од првих монаха пустињака који се подвизавао управо у пустињама Египта. Тиме је од почетка 4. века Египат постао центар хришћанског монаштва и у погледу монаха пустињака (еремита) и у погледу све већег броја киновитских тј. манастирских заједница чији је првобитни оснивач био свети Пахомије.
Други важан теолошки спор у чијем средишту се Египат нашао било је питање Христове природе у коме је александријска теолошка школа заузела став да је Христ имао само једну и то божанску природу (монофизитизам). Ово учење је осуђено 451. на Четвртом васељенском сабору у Халкедону. Како је монофизитизам уживао широку подршку у оквиру александријске патријаршије, царске власти су епископску столицу силом обезбедиле присталицама Халкедонског сабора, док су монофизити створили паралелну цркву, такозвану Коптску цркву.
Подељеност између монофизита и православних, између византијске елите и коптске већине олакшала је персијско освајање Египта 618. године. Иако је цар Ираклије (610—641) успео да истера Персијанце 629. и обнови византијску власт на Блиском истоку, па тако и у Египту, и Византија и Персија су се показале исувише исцрпљеним за налет нових освајача — муслиманских Арапа.

### Рани исламски период: од освајања до Мамелука (642—1517)
Између 623. и 642. Египат су освојили Арапи, који су донели ислам и арапски језик. Државом су у почетку владали калифови намесници, а када је средином 9. века утицај абасидских калифа из Багдада ослабио, осамосталио се под влашћу намесника из династије Тулунида (868—905) и Ихшидида (935—969).
Египат су 969. године освојили северноафрички владари из династије Фатимида, који су били шиити. Претворили су га у средиште своје државе с престоницом у Каиру (973. године). Како су 1099. крсташи освојили Јерусалим, а фатимидски владар Адид упутио је 1168. курдског војсковођу Саладина у рат против крсташа. Саладин не само да је био успешан у борби са крсташима, већ је 1171. свргнуо последњег фатимидског владара, поновно увео сунитски ислам и 1175. прогласио се султаном. Његови потомци постали су познати као династија Aјубида. У току њихове владавине Египат је у неколико наврата био мета нових крсташких похода, нарочито Петог и Седмог. Власт 1250. преузимају мамелуци, припадници султанове страже, робови туркменског и монголског порекла. Управо су мамелуци 1277. заузели Акру и тако занавек истерали крсташе из Свете земље. Међутим, током 14. и 15. века мамелучки султани су усред дворских преврата неретко смењивани, а у истом периоду становништво Египта је исцрпљивано честим епидемијама куге.

### Османски период (1517—1882)
Године 1517, турски султан Селим I освојио је Египат. Значај Египта за Царство је био и стратешки и економски. Египат је био важна база за походе у подручју Црвеног мора, у Јемену, Етиопији и Хеџазу. У току 16. века, лука Суец је доста проширена, а придодато јој је и бродоградилиште. Чак је 1568. године покушана и изградња канала кроз Суецку превлаку.
Након што су Португалци оснивањем својих база у Индији запретили муслиманским морепловцима пресецањем њихових трговачких веза са Индијом, Османлије одлучују да учврсте свој положај у подручјима око Црвеног мора. Ово је укључивало оснивање нових база у Јемену и Етиопији. При освајању Етиопије, од стратешког значаја биле су османлијске базе у Египту. Након њеног освајања, они у Етиопији оснивају 1555. године Хабешки ејалет са седиштем у граду Масава.
Освајање Египта Османлијама је донијело огромне економске и финансијске предности. Приходи од пореза на земљу, царина на морским и речним лукама су се користили за финансирање војске, војне походе и расхода намесника и његове породице. Поред тога
Египат је делимично покривао и трошкове каравана којима су хаџије ишле ка Меки, а достављали су и велике количине жита становницима Меке и Медине. Поред тога, египатска привреда је снабдевала Османлијску престоницу разним производима и намирницама: Шећером, пиринчом, сочивом и кафом, али и војску и морнарицу Барутом, конопцима и ужима.
Египат је био интегрисан у огромно царство, уживајући у дуготрајном периоду мира, просперитета и добре власти у односу на тадашње стандарде. Каиро је имао велике користи од трговине, коју је стимулисало годишње ходочашће у Меку. Захваљујући Османлијској моћи и престижу, те сигурношћу која је била већа него у претходном периоду, много више је верника подузимало пут на хаџилук. Египатски трговци, али и влада, остваривали су профит од међународне трговине кафом, која је отпочела почетком 16. века и заузела значај и важност коју је дотада имала трговина зачинима. Каиро за време Османлијске владавине је био седиште паше и средиште земље са стационираном војском и бирократијом који су трошили огромне количине луксузне робе.
Сталне промене у власти узроковале се честе побуне у војсци на крају 16. и почетком 17. века. Сматра се да су те побуне биле углавном из економских разлога, међутим често су мотиви били етничке природе. У неколико наврата, војска је чак упадала у пашине одаје, пљачкајући и убијајући неистомишљенике. Врхунац побуна било је убиство Ибрахим-паше 1604. године након чега све до 1609. стање у Египту било је готово на рубу анархије. Наследник Ибрахим-паше, Мухамед-паша (владао 1607—1611) успео је уз помоћ бедуина и дела лојалне војске угушити побуну. Победнички је ушао у Каиро 5. фебруара 1610.
Као одговор на кризу у Царству, Османлије су крајем 16. и почетком 17. вијека почели постепено претварати своју империју од освајачке у бирократску државу и бедем ислама. У овом аспекту, османлијско освајање Египта и Хеџаза је посматрано као одговорност султана и Царства за сигурност исламских светих места Меке и Медине. Од значајнијих успеха Османлија током 17. вијека истичу се освајање Крита 1669. и поновно освајање Багдада 1636, за време владавине султана Мурата IV. Међутим, ова освајања додатно су смањила стратешку важност Египта унутар Царства. Пошто је у међувремену смањена опасност од Португалаца у Црвеном мору, египатске експедиције на том подручју више нису биле потребне. Сви ти догађаји депримирали су војне вође у Египту, те им умањивали војни морал. Као додатни разлог демотивисања египатске војске било је њихово ангажовање у одбрани граница Царства након катастрофалног пораза Османлија у бици код Беча 1683, када су многи војници повучени из Египта, који се сматрао мирним уточиштем, далеко од бурних ратишта.
Током 18. века Египат се све више приближавао делимичној аутономији, како је опадала важност паша које је власт у Истанбулу често мењала, док су у исто време расли важност и утицај локалних мамелучких бегова и шејхова. Веома често избијали су сукоби између секти, од којих су двије биле посебно утицајне: касимије и фикарије. Забележено је да је током 1711. избио сукоб између ове две секте који је трајао осамдесет дана (од априла до јуна 1711). Сукоб је окончан убиством вође фикарија, али непријатељства између ових секти трајаће још наредне две деценије. Централна османлијска власт била је немоћна да заведе ред, па је својим потезима, који су укључивали убиства вођа једне или друге секте, само изазивали протесте и отпор обеју страна. Током 1730-их ове секте су се готово потпуно међусобно уништиле, што је довело на власт секту Каздагли (или Катхуда по оснивачу Мустафи Катхуда), који су командовали јаничарским трупама.
Наполеон Бонапарта је освојио земљу 1798. и покушао да претвори Египат у француску колонију. Французи су се повукли 1801. пред војском турског генерала Мухамеда Али паше, који је 1805. постао султанов намесник (до 1848). Нови намесник прво се обрачунао на свиреп начин с Мамелуцима, а затим увео велике реформе чиме почиње утицај запада.
Французи су 1854. добили концесију за изградњу Суецког канала (отворен 1869), што је повећало стратешку важност Египта.

### Британски протекторат
Због великих трошкова изградње Суецког канала, египатски кедив (поткраљ) Исмаил је 1875. био приморан да прода египатски удео у власништву Суецког канала Уједињеном Краљевству. Незадовољство Исмалиовом владавином и доласком Европљана је довело до оснивања првих националних клубова 1879. са Ахмадом Урабијем као најистакнутијом особом. Он је 1882. постао председник владе која је покушала да уведе парламентарну контролу буџета. Плашећи се губитка контроле над Суецким каналом, Уједињено Краљевство и Француска су војно интервенисале и поразиле египатску војску у бици код Ел Кебира и поставиле Исмаиловог сина Теуфика на чело de facto британског протектората. Када је на почетку Првог светског рата Османско царство ступило у рат на страни Централних сила, Велика Британија је 1914. званично претворила Египат у протекторат, променила титулу шефа државе из кедива у султана како би истакла независност Египта од Османског царства и преузела контролу над Суецким каналом. Отада је већину власти имао британски управник, док су египатски поткраљеви имали углавном формалне дужности.

### Независна краљевина
После рата у Египту је настао масовни покрет за независност. 1919. дошло је до масовних немира, Египат је 1922. постао независна краљевина под влашћу краља Фуада II.
После раздобља краљевске диктатуре (1930—1935) на парламентарним изборима победила је странка Вафд, а 1936. постигнут је споразум с Великом Британијом по којем су британске снаге остале само на подручју Суецког канала. На почетку Другог светског рата Велика Британија је Египат поновно претворила у протекторат.
Немачки покушај продора до Суеског канала Британци су 1942. заједно са савезницима зауставили код Ел Аламејна.
После рата египатске политичке странке поновно су покушале да потисну Британце из Египта, а унутрашњу ситуацију битно је погоршао и пораз у рату арапских земаља против Израела (1948—1949) и све снажнији исламски фундаментализам.

### Република
Под вођством Гамал Абдел Насера извршен је 1952. државни удар и уместо краља Фарука (1936—1952) постављен је краљ Фуад II, иако је власт заправо преузело Револуционарно веће под водством врховног војног заповедника Мухамеда Нагиба. 1953. проглашена је република. Нагиб је постао председник републике и владе. После покушаја атентата на потпредседника владе Гамала Абдела Насера (1954) Нагиб је склоњен из политике, а Насер је постао председник владе и републике.
У склопу великих реформи 1956. започела је поступна национализација државе, па је и Суецки канал, дотада у власништву британских и француских деоничара, постао државни а прошли деоничари су били исплачени. Израелска војска је заузела Синајско полуострво и стигла до до Суецког канала, где су своју војску упутиле и Уједињено Краљевство и Француска.
Због опасности да ће се уплести и Совјетски Савез, а по одлуци УН-а, с подручја канала повукле су се све стране јединице. Насер је постао је тако вођа читавог арапског света. 1958. службено је проглашено уједињење Египта и Сирије у Уједињену Арапску Републику (УАР), али Сирија је 1961. иступила из тог савеза. И поред распада заједничке државе Египат је назив УАР задржао до 1971.
Насер је одржавао блиске односе са Совјетским Савезом, а заједно са Југославијом и Индијом Египат је био лидер Покрета несврстаних. Захваљујући совјетској помоћи, Египат је добио Асуанску брану, једну од (тада) највећих на свету.

### Египат после Насера
У Шестодневном рату (1967) Египат је доживио катастрофалан пораз, а израелске јединице су за само неколико дана заузеле Синајско полуострво и продрле до Суецког канала. Пораз у рату и пропаст замисли „арапског социјализма“ поништили су почетне успехе насеризма, а Насеров наследник Анвар ел Садат (1970—1981) јаче се повезао са Западом.
Године 1973, египатским и сиријским нападом на Израел почео је Јомкипурски рат, у којем ове две државе нису успеле да протерају Израел са Синаја, а даљим преговорима ипак су постигле његово делимично повлачење и отварање Суецког канала.
На Садатов подстицај и после дуготрајних преговора у Кемп Дејвиду (САД), Египат и Израел потписали су 1979. у Вашингтону мировни споразум, њиме је одређено да се Израел повуче с целог Синајског полуострва. Садат је пао као жртва атентата исламских побуњеника окупљених у Муслиманском братству (6. октобар 1981), а његов наследник Хосни Мубарак је умереном либерализацијом смањио унутрашње напетости и политиком „хладног мира“ према Израелу обновио односе с арапским државама.
После избора 1978. на власти су Мубаракова Народноослободилачка странка и леви савезници. Египат крајем 90-их година све више погађају економски проблеми, велике социјалне напетости и све израженији исламски фундаментализам. Исламске групе, које највише имају подршку у Горњем Египту, прибегле су тероризму, усмереном и против страних туриста. Још увек није решен спор са Суданом због границе на подручју Халаиб (20.580 km²).

### Арапско пролеће
У склопу Арапског пролећа, у јануару и фебруару 2011. у земљи су догодили велики протести који су довели до оставке председника Хоснија Мубарака 11. фебруара 2011. На изборима победио је Мохамед Мурси из Странке слободе и правде која је била повезана са происламским Муслиманским братством.. У државном удару 3. јула 2013. наследио га је фелдмаршал Абдел Фатах ел Сиси.

## Политика
По уставу од 11. септембра 1971, Египат је председничка република. Право гласа имају сви држављани старији од 18 година. Председника републике предлаже парламент, а потом га на референдуму мора потврдити већина гласача. Његов мандат траје шест година.
Председник има врло велика овлашћења: именује председника владе, министре и друге високе државне функционере, парламенту предлаже нове законе и има право вета на изгласане законе, може расписати референдум о важним питањима и распустити парламент (за то треба потврду већине гласача на референдуму), може прогласити ванредно стање и привремено владати на темељу председничких одлука.
Једнодомну Националну скупштину чини 454 посланика; 444 бира се на општим изборима на пет година, а 10 посланика именује председник републике. Саветодавно веће (Шура) има 210 чланова; 153 бирају грађани, а 57 именује председник републике. То је искључиво саветодавно тело без законодавних овлашћења.

### Административна подела
Египат је подељен у 29 губернија (мухафаза), које су даље подељене у регионе. Свака губернија има своје административно седиште.
| Број на карти | Мухафаза      | Седиште      |
| ------------- | ------------- | ------------ |
| 1             | Александрија  | Александрија |
| 2             | Асуан         | Асуан        |
| 3             | Асјут         | Асјут        |
| 4             | Бухејра       | Даманхур     |
| 5             | Бени Суејф    | Бени Суејф   |
| 6             | Каиро         | Каиро        |
| 7             | Дакахлија     | Мансура      |
| 8             | Дамијета      | Дамијета     |
| 9             | Фајум         | Фајум        |
| 10            | Гарбија       | Танта        |
| 11            | Гиза          | Гиза         |
| 12            | Исмаилија     | Исмаилија    |
| 13            | Кафр еш Шејх  | Кафр еш Шејх |
| 14            | Матрух        | Мерса Матрух |
| 15            | Миња          | Миња         |
| 16            | Минуфија      | Шибин ел Ком |
| 17            | Нова Долина   | Харга        |
| 18            | Северни Синај | Ариш         |
| 19            | Порт Саид     | Порт Саид    |
| 20            | Каљубија      | Бенха        |
| 21            | Кена          | Кена         |
| 22            | Црвено море   | Хургада      |
| 23            | Шаркија       | Загазиг      |
| 24            | Сохаг         | Сохаг        |
| 25            | Јужни Синај   | Ет Тур       |
| 26            | Суец          | Суец         |
| 27            | Луксор        | Луксор       |

## Становништво
Према попису становништва из 2006. године Египат је имао 72.798.031 становника. Просечна густина насељености је 75 становника/km². Становништво се муњевито повећава захваљујући високом наталитету; Египат је на пример 1976. године имао тек 36.626.204 становника. Египат сада има око 101.218.115 становника.
Већина становништва живи у близини обала реке Нила, нарочито око Каира, Александрије и у делти Нила, као и око Суецког канала. Велике површине пустиње Сахаре слабо су насељене. Око половине египатских становника данас живи у урбаним срединама, што је последица ефикасније пољопривреде и индустријализације.
Највећи део становништва Египта су етнички Египћани (98%, потомци старих Египћана који данас говоре арапским језиком).

### Највећи градови
| Каиро Александрија Гиза | 1.  | Каиро              | Каиро        | 8.105.071 | Порт Саид Суец Луксор |
| Каиро Александрија Гиза | 2.  | Александрија       | Александрија | 4.388.219 | Порт Саид Суец Луксор |
| Каиро Александрија Гиза | 3.  | Гиза               | Гиза         | 3.348.401 | Порт Саид Суец Луксор |
| Каиро Александрија Гиза | 4.  | Шубра ел Кејма     | Каљубија     | 1.072.951 | Порт Саид Суец Луксор |
| Каиро Александрија Гиза | 5.  | Порт Саид          | Порт Саид    | 607.353   | Порт Саид Суец Луксор |
| Каиро Александрија Гиза | 6.  | Суец               | Суец         | 547.352   | Порт Саид Суец Луксор |
| Каиро Александрија Гиза | 7.  | Луксор             | Луксор       | 487.896   | Порт Саид Суец Луксор |
| Каиро Александрија Гиза | 8.  | Мансура            | Дакахлија    | 480.494   | Порт Саид Суец Луксор |
| Каиро Александрија Гиза | 9.  | Ел Махала ел Кубра | Гарбија      | 458.297   | Порт Саид Суец Луксор |
| Каиро Александрија Гиза | 10. | Танта              | Гарбија      | 437.793   | Порт Саид Суец Луксор |
| Каиро Александрија Гиза | 11. | Асјут              | Асјут        | 403.202   | Порт Саид Суец Луксор |
| Каиро Александрија Гиза | 12. | Исмаилија          | Исмаилија    | 352.411   | Порт Саид Суец Луксор |
| Каиро Александрија Гиза | 13. | Фајум              | Фајум        | 338.959   | Порт Саид Суец Луксор |
| Каиро Александрија Гиза | 14. | Загазик            | Шаркија      | 314.331   | Порт Саид Суец Луксор |
| Каиро Александрија Гиза | 15. | Дамијета           | Дамијета     | 299.296   | Порт Саид Суец Луксор |
| Каиро Александрија Гиза | 16. | Асуан              | Асуан        | 281.891   | Порт Саид Суец Луксор |
| Каиро Александрија Гиза | 17. | Миња               | Миња         | 253.767   | Порт Саид Суец Луксор |
| Каиро Александрија Гиза | 18. | Даманхур           | Бухејра      | 252.017   | Порт Саид Суец Луксор |
| Каиро Александрија Гиза | 19. | Бени Суејф         | Бени Суејф   | 223.789   | Порт Саид Суец Луксор |
| Каиро Александрија Гиза | 20. | Хургада            | Црвено море  | 223.124   | Порт Саид Суец Луксор |

### Етничке групе
Египћани су већином потомци древних Египћана, популације која је била насељена у североисточној Африци. Близу 4.000 арапских коњаника заузело је Египат и проширило ислам. Арапски досељеници почели су се мешати са локалним становништвом, склапајући брачне заједнице са староседеоцима. Данашњи Египћани воде порекло и од других освајача, посебно Римљана, Грка и Турака.
Староседелачка група — Нубијци — живели су у северном Судану и јужном Египту. Нубијска села поплављена су изградњом Насеровог језера у близини Асуана. Нубијска популација данас је концентрисана у Асуану и Каиру. Влада их не признаје као етничку мањину.
Етничке мањине у Египту су бедуински Арапи на Синајском полуострву и у Арапској пустињи, берберско становништво у оази Сива и Нубијци у најјужнијем делу Египта. Националне мањине такоже су Абазини и Турци.
Мали број Грка, Италијана, Јевреја и осталих мањина се стопио са домаћим хришћанским и муслиманским становништвом, или је емигрирао.
У Египту живи око 500.000 до 3.000.000 избеглица и азиланата. Од тога је око 70.000 палестинских избеглица и 150.000 ирачких избеглица. Највећи број избеглица су суданске избеглице, чији је број неутврђен, али се процењује на 2 до 5 милиона.

### Религија
Службена религија у Египту је сунитски ислам којима припада око 85-90% становништва. Највећа религијска мањина су Копти који чине 10-15% од укупног броја становника. Остале религијске мањине су православни Грци и Јермени, католички Грци и Јермени и протестанти.
На овом простору живели су Јевреји, иако у малом броју, врло економски важни. Напустили су земљу после 1956. када су оружане снаге Израела, Француске и Уједињеног Краљевства напале Египат.
Почетком 80-их година исламски војници припадали су исламским групама и џихаду. Године 1992, почела је кампања оружаног насиља са центром у Каиру и Горњем Египту чији је циљ био основати владу стриктно засновану на исламском праву. Жртве овог насиља били су Копти, владини службеници и туристи. Организације за људска права установили су да египатска влада врши дискриминацију над Коптима. Закони који се тичу изградње цркава и отвореног практиковања вере су недавно ублажени, али велики грађевински радови на црквама још увек захтевају дозволу владе.

### Језик
Службени језик у Египту је арапски. Египатска верзија арапског језика (масри) је доминантна у арапском свету захваљујући изузетном значају који Египат има у медијима и образовању на овом језику. Египатски арапски је усвојио елементе коптског египатског језика из пре-исламског времена, као и турског, француског и енглеског језика. Нубијци говоре старим нубијским језиком. Берберски језик се употребљава у неколико насеља у оазама Западне пустиње. Хришћани употребљавају коптски језик за служење литургије. Међу образованим Египћанима у употреби су енглески и француски језик.

### Друштвена структура
У Египту становништво се од давнина бавило углавном пољопривредом. Пре аграрне реформе сиромашни радници нису поседовали никакву земљу. Аграрном реформом ограничена је површина земље коју породица или појединац може поседовати, а те границе су још више смањене после 1961. и 1969. Ова ограничења су сломила политичку и друштвену моћ богатих земљопоседника. Упркос реформама, нижи слој опет је добио мало или чак није добио ништа од обрадиве земље. Као последица тога мигрирали су у градове тражећи посао да би се прехранили. Већина их се запослила у индустрији која се убрзано развијала због владиних индустријализацијских програма од 1950—1960. Ипак многи су остали незапослени, тако да је велики број фармера, градских радника и професионалаца мигрирало у Саудијску Арабију, Либију и остале земље богате нафтом, тражећи посао и плату шест пута већу него што су у Египту могли зарадити. Миграције из села у градове и миграције у друге земље настављене су и 1990-их. Само 40% се бавило традиционалним занимањима (риболовом, узгојем биљака и животиња), док је 2,5 милиона Египћана радило у иностранству.

### Начин живота
Постоје два главна сталежа. У први спадају елита и образована западна висока и средња класа. Другој групи, која је знатно већа, припадају сиромашни фармери, градско становништво и радничка класа. Постоје огромне разлике у начину живота, навикама, исхрани, облачењу итд. Године 1970, влада је представила либералну економску политику познату као «отворена врата».
Ова политика највише је одговарала првој групи, јер су се повезали са страним капиталом и културом, док другој групи су знатно отежали живот, јер нису у стању да себи приуште оно што је представљено на телевизији, градским билбордима или у новинама.
У прошлости жене из нижих сталежа радиле су у пољима са својим мужевима да би могли издржавати своју породицу, док су жене из високих сталежа остајале у кућама истичући да су њихови мужеви довољно богати да могу сами да издржавају породицу. Данас многе жене раде и због тога носе шалове око главе који подсећају да су оне и даље муслиманске жене иако раде ван куће.
Најчешћа јела у Египатској кухињи су палачинке, кушари (паста са луком и разним травама) и свеже воће и поврће. Чај или кафа је обавезан додатак јелу. Богати Египћани једу и европска јела, посебно француске кухиње.

## Привреда
Кроз историју Египта главна привредна делатност је била пољопривреда упркос чињеници да је 95% земљишта под неплодним пустињама. Оно што највише успева на овим просторима је памук, врло важан извор новца. Прва модернија индустријска постројења појавила су се 1930-их година. Индустријализација је порасла 1960-их када је већина индустријских постројења доспело у државне руке. Крајем 20. века појавили су се и други важни извори новца од туризма и нафте. Упркос развоју привреде и друштвеном напретку, Египат је релативно сиромашна земља.
Нафта је заузела прво место на списку најзначајнијих извозних производа. Велики дефицит у спољнотрговинској размени не може у потпуности да се покрије дознакама радника на привременом раду у иностранству, приходом од Суецког канала и туризма, који је веома развијен. Он повећава терет спољног дуга земље, која има низак животни стандард и у којој демографски раст и даље представља кључни проблем.
Укупан број радно активног становништва износи 24,72 милиона. 32% становништва се бави пољопривредом и риболовом. У секундарном сектору запослено је 17% становништва, а у терцијарном 51%. Од 1961. постоји Египатска трговинска унија која је под управом владе.
Најбогатије земље Африке по извештају Светске банке из 2007. су:
| Држава | Бруто национални производ |
| --- | ------------------------- |
| Јужна Африка | 363,704 милијарди долара  |
| Египат | 218,912 милијарди долара  |
| Нигерија | 193,669 милијарди долара  |
| Алжир | 159,426 милијарди долара  |
| Извор: Извештај Светске банке о БНП по државама (2010), World Development Indicators database (World Bank), 1. јул 2011. |                           |

### Пољопривреда
2008. ова грана привреде заједно са риболовом чинили су 13,4% бруто националног дохотка. Пре индустријализације, највише су се извозили пољопривредни производи, али тај број се знатно смањио после 1998. на само 6%. Најважнији пољопривредни производи су: памук, житарице, воће и поврће, сточна храна. Површина обрадивог земљишта је знатно мала, али врло плодна. Заузима простор око делте и читаве долине Нила. Риболов је важна грана привреде. Велике количине рибе налази се у Нилу, Црвеном и Средоземном мору.
Иако је почетком 20. века Египат могао да задовољи потребе становништва житарицама, данас 1/4 увози, као и велику количину меса и млечних производа, а извози воће, поврће, шећер и пиринач.

### Индустрија и рударство
Индустријски производи (рударства, мануфактуре и грађевинарства) чинили су 37,6% бруто националног дохотка 2008. Основни производи су: текстил, хемикалије, метали, петролејски производи. Нова економска политика довела је до оснивања приватних компанија за производњу аутомобила, електронике и лекова. Већина ових фабрика концентрисане су око два највећа центра, Каира и Александрије и у индустријској зони дуж Суецког канала.
Нафта је најважнији производ и важан извор прихода. Влада је током 1980-их подстицала производњу природног гаса у циљу снабдевања домаћих потрошача енергијом. Природни гас почео се извозити 90-их година. Главна нафтна и гасна поља су у области Црвеног мора и Либијске пустиње. Египат је богат и фосфатима, солима, каменом и железном рудом.
Египат поседује довољно енергије да задовољи потребе свих потрошача. Главни извори енергије су хидроелектране близу Асуана. Количине нафте и природног гаса такође задовољавају скоро већину потрошача.

### Туризам
Туризам је једна од најважнијих привредних грана и извора прихода египатске државе. За стране туристе најпривлачнији су локалитети из времена старог Египта близу Каира, Александрије, Гизе и Луксора. Луксор је почетна тачка за крстарења Нилом до Асуана и посету Долини краљева. Најјужнија позната атракција Египта је храм Абу Симбел близу суданске границе.
Најважније летовалиште је град Хургада на Црвеном мору. У последњих неколико година важно летовалиште је постао Шарм ел Шеик на јужном делу Синајског полуострва, популарно код ронилаца. Највећи број туриста на летовање долази из Италије, Немачке, Русије и других европских земаља.
Египат је 2007. посетило око 9,8 милиона туриста, и поред опасности представљају исламски фундаменталисти, који су од 1992. извели низ напада на стране туристе. Најтежи напад се одиграо 23. јула 2005. када је од експлозије бомбе у Шарм ел Шеику погинуло 64 људи, а рањено 200.

### Саобраћај
Дужина железничких пруга износи 5.063 km и све су у државном власништву. Египатска железница је најстарија у целој Африци. Главни правци повезују Асуан и градове северно од Асуана са Александријом на обали Средоземног мора.
Два ауто-пута повезују Каиро са Александријом, а остали са Порт Саидом, Суецом и Фајумом. Укупна дужина путева износи 75.820 km. Већина путева налази се у долини и делти Нила. Тунел испод Суецког канала повезује централни Египат са Синајем.
Речни путеви искориштени су углавном за транспорт, и њима се транспортује 25% робе у Египту. Највећи промет је на Нилу. Дужина унутрашњих речних токова је 3.350 km. Изузетно важна саобраћајница је Суецки канал дуг 161 km, који повезује Средоземно и Црвено море. Кроз њега могу да плове бродови до 150.000 БРТ. Највећа поморска лука је Александрија, а нешто мање су Порт Саид и Суец.
Постоје редовни летови из Александрије и Каира до великих светских центара.
У Египат еру, државној авио-компанији, постоје редовни домаћи и страни летови. Египат има 88 аеродрома, од којих три међународна који се налазе у Каиру, Александрији и Луксору.

## Култура
Египатска култура баштини 5.000 година писане историје. Стари Египат је био једна од најстаријих цивилизација и током миленијума, Египат је задржа изванредно комплексну и јаку културу која је утицала на касније културе Европе, Блиског истока и других афричких држава. После периода фараона, Египат је дошао под утицај хеленске, хришћанске и исламске културе. Данас многи аспекти египатске древне културе постоје у интеракцији са новим елементима, укључујући и утицај западне културе, која и сама има корене у старом Египту.
Главни град, Египта, Каиро, је највећи град Африке и вековима је био чувен као центар образовања, културе и трговине. Египат има највећи број добитника Нобелове награде у Африци и арапском свету. Књижевник Нагиб Махфуз је добитник Нобелове награде за књижевност 1988. године. Нобелову награду су добили египатско-амерички физичар Ахмед Зеваил, политичари Анвар ел Садат и Мухамед ел Барадеи.
Неки египатски политичари су или су били на челу важних међународних организација, попут Бутроса Галија који је био генерални секретар Уједињених нација и Мухамеда ел Барадеја који је председник Међународне организације за нуклеарну енергију.

### Уметност
Египат је дуго био центар арапске и исламске књижевности, архитектуре и примењене уметности.
У модерном периоду многи елементи европског стила се могу препознати у египатском културном животу.
Арапске приповетке појавиле су се у Египту крајем 19. и почетком 20. века. Роман Зејнаб, египатског писца Мухамеда Хусеина Хејкала, сматра се првим арапским романом. Истакнута личност је Нагиб Махфуз, добитник Нобелове награде за књижевност.
Исламска традиција забрањивала је представљање људи и животиња у уметности. Као резултат тога у основи исламске уметности су калиграфија и апстрактне арабеске. У ери Фатимида и Мамелука изграђени су многи архитектонски споменици који сведоче о том добу.
| Филмска продукција у Египту |      |
| Година                      | Број |
| 1975                        | 49   |
| 1985                        | 75   |
| 1995                        | 13   |
| 2005                        | 23   |

Египатска традиционална музика је мешавина египатских, арапских, афричких и западних утицаја. Стари Египћани су још пре 4000 година свирали харфе, фруле и два домаћа инструмента: неј и уд. Музика је почела да се записује у 7. веку када је Египат постао део муслиманског света. Од тада па до данас, египатска музика се заснива на певању и удараљкама. Од 1970-их поп музика је веома слушана међу бројном младом популацијом Египта. Најпопуларнији египатски певач је Амр Дијаб. Није сасвим извесно да ли је трбушни плес потекао из Египта, али се данас Египат сматра центром ове врсте уметности.
Прва модерна арапска позоришна представа изведена је у Каиру 1870. Филм се у Египту појавио 1930-их, и од тада је у сталном успону. Каиро се сматра „Холивудом Средњег истока“ у коме се сваке године одржава Међународни филмски фестивал. Египатска филмска индустрија се сматра највећом у арапском свету.
У Египатском музеју у Каиру налази се највећа светска колекција древне египатске уметности, укључујући и блага из гробнице фараона Тутанкамона. У Музеју исламске уметности у Каиру, чува се богата колекција грнчарије, дрвореза и осталих дела исламске уметности. Египатска Народна библиотека садржи највеће збирке арапских рукописа.

### Уметност и природа
Древни египатски мајстори, своју инспирацију су великим делом налазили у природи која их је окруживала. За сва времена забележили су пикторалност њима познатих биљака, животиња и птица и подарили им функционалност. Веровало се да одабрани призори имају способност да преносе истинску и животну снагу коју приказују - од бубе скарабеја до рибе нилске тилапије, за коју се веровало да има способност самообнављања, па све до животиња и биљака које су нуђене као храна душама мртвих. Гуске, приказане на славном обојеном фризу из Меидума, биле су симбол бога земље Геба, али и Амона. Својство Нила да даје живот приказано је трском за израду папируса и лотосовим цветом, хералдичким симболима Горњег и Доњег Египта.

#### Светска баштина
На листи Светске баштине Унеска налазе се: комплекс Абу Мена, остаци древне Тебе, исламске четврти старог Каира, Мемфис, нубијски споменици од Абу Симбела до Фила, Манастир Свете Катарине са околином и Долина китова.

### Празници
Египатски религијски празници се рачунају према лунарном календару (Рамазански бајрам, Курбан-бајрам, Маулид ал Наби). Исламски календар је краћи од грегоријанског календара, а постоји 11 верских празника у току године. Рамазански обичаји се поштују, иако многи млади модификују неке обичаје, као време починка. Рамазан је важно време за друштвене контакте и заједничке прославе муслимана.
Маулид (ар. рођење) је мешавина вашара и верског празника којим се прославља рођендан пророка Мухамеда (Маулид ал Наби), или неког другог светог човека муслиманске или коптске вере. Празновање Мулида се обавља уз пуно хране, јавних приредби и церемонија.

#### Најважнији празници
- Ејд ал Фитр (мали Бајрам), тродневна прослава којом се обележава крај Рамадана
- Ејд ел Кебир (велики Бајрам), који обележава период Хаџа, или ходочасништва у Меку
- 1. јануар : Нова година (нерадни дан само за банке)
- 7. јануар : Коптски Божић
- јануар : маратон од Луксора до Гизе - празник пролећа
- 22. фебруар : Дан јединства
- Шам ен Несим („удисати ваздух“), египатски празник који потиче из фараонског доба, први понедељак после коптског Ускрса, славе га сви Египћани (муслимани и копти)
- 25. април : Синајска годишњица (ослобођење од израелске окупације)
- 1. мај : Празник рада
- 18. јун : Дан Републике
- 23. јул : Државни празник, слави се 4 дана, годишњица револуције
- 6. октобар : Празник оружаних снага, обележавање победе над Израелом 1973.
- 24. октобар : Празник Суеца
- октобар : Рели фараона
- октобар и фебруар : фестивал културе у Абу Симбелу
- новембар : комеморација открића фараонских гробница
- 23. децембар : Празник победе

### Образовање
Године 975, основан је Универзитет Ал Азхар, водећа институција у изучавању виших исламских наука. Почива на мрежи религиозних школа паралелних државном систему.

Универзитет у Каиру, основан 1908, такође је водећа институција вишег образовања. Постоји још 17 државних универзитета, у Каиру, Асуану, Минуфији, Александрији, Мансури, Банхи, Хелуану, Загазигу и Танти. Поред државних, постоји још 28 приватних универзитета и факултета.
Брз раст популације озбиљно је оптеретио систем образовања. Учионице су од основних школа до универзитета препуне, а школама недостаје радни материјал за адекватно образовање. Много деце похађа школу нередовно или је уопште не похађа зато што мора да ради. Према процени из 2005. 71,4% укупног становништва је писмено то јест, 83% мушкараца и 59,4% жена.

## Спорт
Фудбал је најпопуларнији спорт у Египту, а клубови Ал-Ахли и Ел Замалек су два најпопуларнија тима у земљи. Држава је била домаћин 4 Купа афричких нација, а освојила је 7 првенстава (1957, 1959, 1986, 1998, 2006, 2008. и 2010) и најуспешнија је на континенту. Рукометна репрезентација Египта је освојила 5 Афричких првенстава и прва је неевропска репрезентација која је стигла до полуфинала Светског првенства у рукомету (2001. у Француској)
Мухамед Табер-паша, некадашњи председник Египатског олимпијског комитета, предложио је одржавање Медитеранских игара у Египту. Прве Медитеранске игре одржане су 1951. године у Александрији.